# 三家店街道
三家店街道，是中华人民共和国江西省南昌市青云谱区下辖的一个乡镇级行政单位。

## 行政区划
三家店街道下辖以下地区：
新溪桥社区、包家花园社区、昌南社区、三家店社区、南苑社区、何坊东社区、新街社区、何坊南社区、三店西社区、南莲社区、青云社区、祥和社区和老街社区。